# Heinrich Seuse Denifle
Heinrich Seuse Denifle O.P. (16 de enero de 1844 - 10 de junio de 1905) fue un sacerdote, fraile dominico, teólogo, historiador, archivero y paleógrafo tirolés. Fue académico de la Academia Austríaca de Ciencias, de la Academia Prusiana de las Ciencias, de la Academia de Ciencias de Gotinga, de la Real Sociedad Científica Checa y de la Académie des Inscriptions et Belles-Lettres de París.  

## Biografía
Nació en las montañas del Tirol, aunque era de origen belga, en 1844. Hombre de gran erudición, fue miembro de las academias de ciencias de Viena, Berlín, Goettingen y Praga, así como de la Académie des Inscriptions et Belles-Lettres de París. Ocupó el puesto de subdirector del Archivo Vaticano desde 1883 hasta su muerte, y fue nombrado doctor honoris causa de las Universidades de Innsbruck, Münster y Cambridge.
Gran conocedor de la Edad Media en su aspecto religioso y filosófico, se dedicó con particular empeño al estudio de la historia de la escolástica y de las universidades medievales, especialmente de la parisiense, cuyo Chartularium había editado con Chatelain de un modo ejemplar, en cuatro monumentales volúmenes, seguidos de un Auctarium en dos volúmenes. Por esa obra monumental el gobierno francés le concedió la Cruz de la Legión de Honor: "Decir esto nos parece bastante para elogiar el trabajo, pues es bien sabido de todos que el Gobierno francés es poco amigo de frailes, y que si de ese modo agració al Padre (Denifle) fue porque no pudo hacer menos, y que mucho más valía la obra".
Fue uno de los primeros especialistas en el estudio de la mística de Enrique Susón, Juan Taulero y Maestro Eckhart.
En 1904 publicó un libro doctísimo titulado Luther und Luthertum in der ersten Entwicklung, en el que desmonta muchos de los mitos y leyendas que habían creado los discípulos de Lutero en torno a la figura del reformador. Para Denifle, el movimiento protestante no fue sino el desenlace del período decadente de la Edad Media (siglo XIV-XV), la Cloaca máxima donde desembocaron todas las inmundicias y podredumbres acumuladas en Europa desde hacía dos siglos.
Murió cerca de Múnich en 1905, cuando iba a recibir el título de doctor honoris causa en la Universidad de Cambridge.

## Condecoraciones
- Cruz de la Legión de Honor de la República Francesa.

## Reconocimientos
- Doctorado honoris causa de la Universidad de Innsbruck.

- Doctorado honoris causa de la Universidad de Münster.

- Doctorado honoris causa de la Universidad de Cambridge.

## Obras

###### Libros:
- DIE KATHOLISCHE KIRCHE UND DAS ZIEL DER MENSCHHEIT (1872).
- DAS GEISTLICHE LEBEN, BLUMENLESE AUS DEN DEUTSCHEN MYSTIKEN (1873).
- DAS BUCH VON GEISTLICHER ARMUTH BE KANNT ALS JOHANN TAULERS NACHFOL GUNG DES ARMEN LEBENS CHRISTI (1877).
- TAULERS BEKEHRUNG KRITISCH UNTER SUCHT (1879).
- DIE UNIVERSITAETEN DES MITTELALTERS' BIS 1400, vol. I (1885).
- LA DÉSOLATION DES ÉGLISES, MONASTÈRES ET HÔPITAUX EN FRANCE PENDANT LA GUERRE DE CENT ANS (1897).
- LUTHER UND LUTHERTHUM (1904). Traducido al castellano con el título Lutero y el luteranismo.[6]
- La vida espiritual según la doctrina de los místicos alemanes del siglo XIV.[7]

Además, editó y publicó, junto con Chatelain, el Chartularium universitatis parisiensis (de la Universidad de París) en cuatro volúmenes:
- Tomo I: Desde el año 1200 hasta el año 1286. (1889).

- Tomo II: Desde el año 1286 hasta el año 1350. (1891).

- Tomo III: Desde el año 1350 hasta el año 1394. (1894).

- Tomo IV: Desde el año 1394 hasta el año 1452. (1897).

Estos volúmenes fueron seguidos de un Auctuarium chartularii universitatis parisiensis en dos volúmenes: 
- Tomo I (1894).

- Tomo II (1897).